# Bacanius peyrierasi
Bacanius peyrierasi är en skalbaggsart som beskrevs av Yves Gomy 1969. Bacanius peyrierasi ingår i släktet Bacanius och familjen stumpbaggar. Inga underarter finns listade i Catalogue of Life.